# Орман (Румунія)

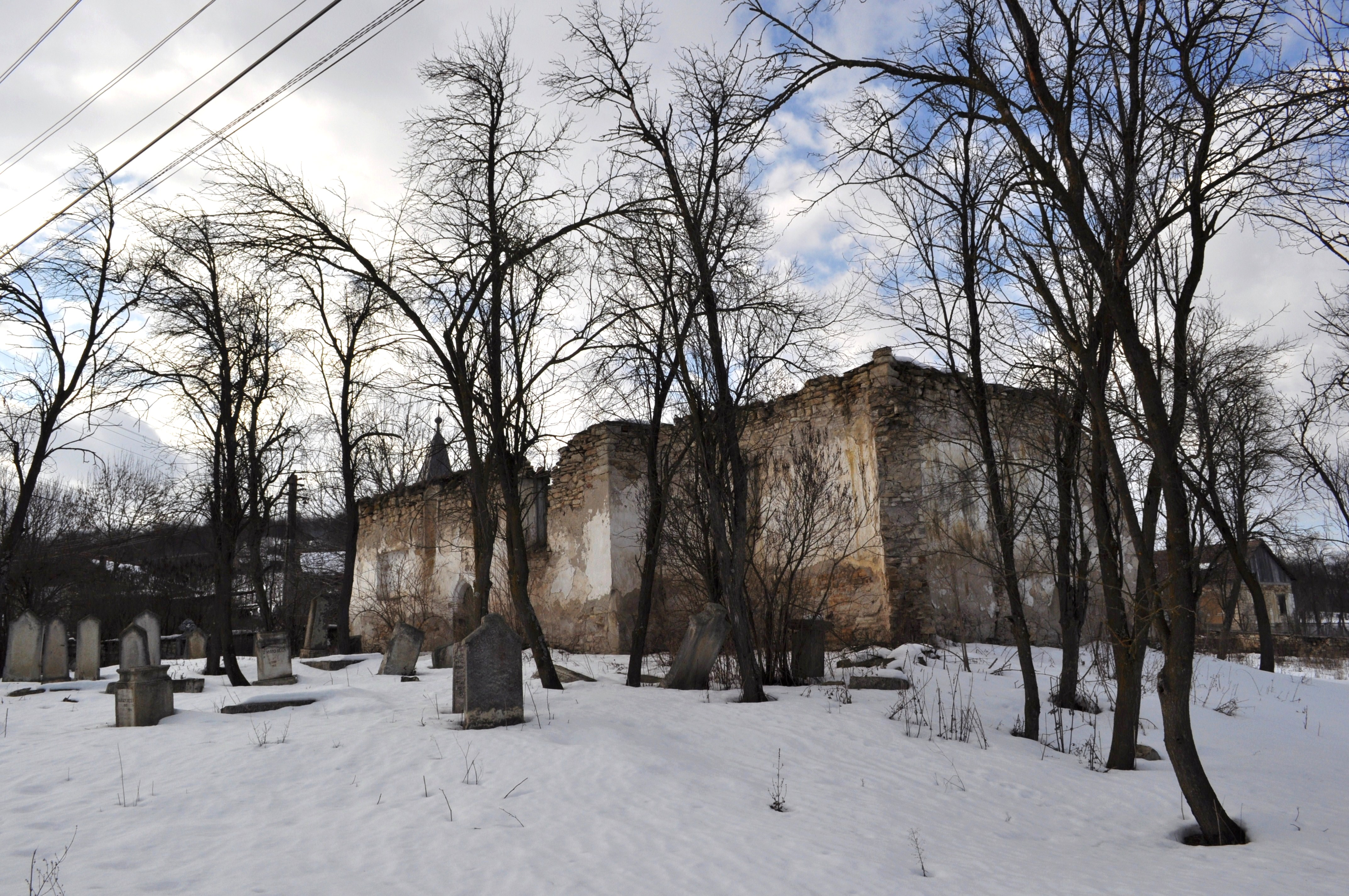

Орман (рум. Orman) — село у повіті Клуж в Румунії. Входить до складу комуни Іклод.
Село розташоване на відстані 339 км на північний захід від Бухареста, 34 км на північний схід від Клуж-Напоки.

## Населення
За даними перепису населення 2002 року у селі проживали 659 осіб, з них 657 осіб (99,7%) румунів. Рідною мовою 658 осіб (99,8%) назвали румунську.